# Matthew Ball
Matthew Ball (* 14. Dezember 1993 in Liverpool) ist ein englischer Balletttänzer.

## Leben
Ball wurde 1993 als Sohn eines Kunstpädagogen und einer Tanzlehrerin geboren. Im Alter von sechs Jahren begann er mit dem Tanzen und besuchte ab dem 12. Lebensjahr die Royal Ballet School in London. Im Jahr 2013 schloss er die Schule ab, verpasste allerdings die Zeugnisübergabe wegen einer Knieoperation.
In der Ballettsaison 2013/14 wurde Ball Mitglied des The Royal Ballet und stieg 2015 zum „First Artist“ auf. Schon im folgenden Jahr wurde er Solist und 2017 „Erster Solist“.
Im März 2018 musste er während einer Aufführung der „Giselle“ den verletzten David Hallberg als Albrecht ersetzen, obwohl er die Rolle nur einmal getanzt hatte und noch nie zuvor in einem abendfüllenden Ballett mit der Ballerina Natalia Osipova aufgetreten war. Balls Leistung quittierte das Publikum mit stehenden Ovationen und die The Times lobte ihn. Schon im Juli 2018 wurde Ball zum Solotänzer befördert. Im Dezember desselben Jahres nahm er sich eine Auszeit und tanzte in 32 Vorstellungen den Schwan in Matthew Bournes Schwanensee im Sadler’s Wells Theatre.
Er tanzte Hauptrollen in Balletten wie Schwanensee, La Bayadère, Don Quixote, Ashtons Marguerite und Armand und McGregors Infra. Er hatte weniger als zwei Wochen Zeit, um sein Debüt als Kronprinz Rudolf in MacMillans Mayerling vorzubereiten, um einen anderen verletzten Tänzer zu ersetzen. Er kreierte auch Rollen in neuen Werken wie Christopher Wheeldons Corybantic Games, Alastair Marriotts The Unknown Soldier und Cathy Marstons The Cellist.
Später im selben Jahr führten er und Mayara Magri in der ersten Aufführungsreihe seit der Schließung des Royal Opera House aufgrund der Coronavirus-Pandemie 2019–20 einen Pas de deux aus Wheeldons Within the Golden Hour auf, den sie in fünf Tagen erlernt hatten.

## Persönliches
Ball ist mit der Ballerina Mayara Magri liiert.

## Mediale Rezeption
Ball war 2020 in der BBC-Dokumentation „Men at the Barre“ zu sehen.